# Tear the World Down
Tear the World Down es el álbum debut de la banda irlandesa y estadounidense de hard rock We Are The Fallen, lanzado con la casa discográfica Universal Republic Records. 
Tear The World Down fue lanzado al mercado el 10 de mayo de 2010 en el Reino Unido y un día después el 11 de mayo en Estados Unidos y Canadá, tiempo después también se lanzó en Brasil el 21 de mayo. 
Este álbum Incluye su sencillo debut Bury Me Alive, sencillo que fue utilizado en la promoción del final de temporada de The Vampire Diaries

## Portada del álbum
En la portada del álbum se puede apreciar un mundo en ruinas en una noche acompañada de una luna llena; en medio de todo esto hay una niña vestida de blanco que te mira fijamente.
La niña de la portada fue seleccionada a través de audiciones en las que buscaban una niña que se parecería a Carly Smithson cuando ella era pequeña; así que la niña de la portada representa la infancia de Smithson.
También se comenta que en la sesión fotográfica para la portada del álbum, cada uno de los integrantes de la banda era representado por un niño, pero al final solo la niña apareció en la portada definitiva.
La portada del álbum ha sido calificada por fanes y críticos como una portada oscura y gótica, que hace referencia al título del álbum, que en español significa ("Destruir el Mundo").

## Canciones
| N.º | Título                  | Escritor(es)                           | Duración |  |
| 1.  | «Bury Me Alive»         | Smithson                               | 4:46     |  |
| 2.  | «Burn»                  | Moody, Smithson, Gray, Lecompt,O'brien | 3:43     |  |
| 3.  | «Paradigm»              | Moody, Smithson, Gray, Lecompt,O'brien | 3:55     |  |
| 4.  | «Don't Leave Me Behind» | Smithson                               | 3:33     |  |
| 5.  | «Sleep Well My Angel»   | Moody                                  | 4:07     |  |
| 6.  | «Through Hell»          | Smithson                               | 3:41     |  |
| 7.  | «I Will Stay»           | Moody, Smithson, Gray, Lecompt,O'brien | 4:07     |  |
| 8.  | «Without You»           | Moody                                  | 3:16     |  |
| 9.  | «St. John»              | Smithson                               | 3:58     |  |
| 10. | «I Am Only One»         | Moody                                  | 4:37     |  |
| 11. | «Tear The World Down»   | Gray                                   | 6:30     |  |

| cover |                                          |          |  |
| N.º   | Título                                   | Duración |  |
| 12.   | «Samhain (B-Side)» (Napster bonus track) | 4:07     |  |
| 13.   | «Like a Prayer» (Cover de Madonna)       | 4:16     |  |

## Músicos
- Ben Moody —  Guitarra, piano, percusión, composición, programación, producción
- Carly Smithson — Vocalista, composición
- John LeCompt — Guitarra, mandolina, percusión, composición
- Marty O'Brien — Bajo composición
- Rocky Gray —  Batería, guitarra, composición

## Músicos invitados
- David Hodges y Daniel Moody - piano
- Jeremías Gray - Percusión
- Phillip Peterson - Chelo y cuerdas en I Am Only One
- Bethanie y John (Hijos de John Lecompt) - Coros infantiles en "Burn"
- David Campbell (Within Temptation) - Orquestas y coros

## Posicionamiento
| Listas (2010)                            | Posiciones |
| ---------------------------------------- | ---------- |
| Billboard 200                            | # 33       |
| Top de Álbumes Digitales                 | # 17       |
| Álbumes de Rock                          | # 12       |
| Top de Álbumes más descargados en itunes | # 10       |
| Top de Álbumes de Rock Alternativo       | # 7        |
| Top de Álbumes de Hard Rock              | # 6        |

## Lanzamientos
| País         | Fecha              |
| ------------ | ------------------ |
| Reino Unido  | 10 de mayo de 2010 |
| EUA y Canadá | 11 de mayo de 2010 |
| Brasil       | 21 de mayo de 2010 |